# Баскаки (зупинний пункт)
Баскаки́ — пасажирський залізничний зупинний пункт Коростенської дирекції Південно-Західної залізниці на одноколійній електрифікованій змінним струмом лінії Коростень — Звягель I між станціями Ушиця (6,5 км) та Яблунець (5 км). Розташований неподалік села Кам'янка Звягельського району Житомирської області.

## Пасажирське сполучення
На зупинному пункті Баскаки зупиняються приміські поїзди сполученням Коростень — Шепетівка.